# Jamina Roberts
Jamina Caroline Roberts (født 28. maj 1990 i Göteborg) er en svensk håndboldspiller, der spiller for danske Ikast Håndbold og Sveriges kvindehåndboldlandshold. Hun kom til klubben i starten af 2025 som følge af konkurserklæringen af den norske storklub Vipers Kristiansand. Hun har tidligere optrådt for IK Sävehof i hjemlandet, ungarske Érdi VSE og danske Team Tvis Holstebro og Randers HK. Hun debuterede på det svenske A-landshold i 2010. 
Hun er kærester med tidligere håndboldspiller Emil Berggren.